# Юзеф Сціпіо дель Кампо
Юзеф Сціпіо (Сці(и)піон) дель Кампо гербу власного (пом. перед 9 червня 1743) — державний діяч, дипломат Великого князівства Литовського та Речі Посполитої, маршалок надвірний литовський (1739—1743), староста лідський (1720—1742), мукарівський (1730), борцянський (1736).

## Життєпис
Юзеф народився орієнтовно на рубежі XVII—XVIII століть. Був сином каштеляна смоленського Яна Сціпіо дель Кампо та Терези з Юзефовичів-Глебіцьких. Мав двох братів і двох сестер, проте вони не дожили до повноліття.
1717 року, після закінчення навчання, Юзеф Сціпіо дель Кампо був обраний депутатом від Лідського повіту до Головного трибуналу Великого князівства Литовського. 1720 року батько передав йому в цесію Лідське гродове староство, незабаром він став також негродовим старостою мукарівським (1730, Кам'янецький повіт — після смерті Якуба Фірлея, брата першої дружини) і борцянським (1736, Лідський повіт).
Юзеф Сципіон неодноразово обирався послом на сейми. Від Лідського повіту він був послом на сейми 1722, 1729, 1732, 1733 (конвокаційний), 1736 років; від Смоленського воєводства обирався послом на сейми 1724, 1730, 1733 (елекційний); від Інфлянтського воєводства — на надзвичайний сейм 1733 року. На сеймах 1729, 1730 і 1733 років безуспішно висував свою кандидатуру на посаду сеймового маршалка.
Юзеф Сціпіо дель Кампо декілька разів виконував дипломатичні місії. Так, 1724 року він проводив переговори з папським нунцієм Вінченцо Сантіні. 1726 року увійшов до складу депутації для переговорів з представниками імператора Карла VI, працював у комісії по підготовці інкорпорації герцогства Курляндії і Семигалії до складу Речі Посполитої. Під час роботи цієї комісії восени 1727 року її голова, вармійський єпископ Кшиштоф Ян Шембек, двічі посилав Сципіона до російського представника, генерала Петра Лассі, щоб протестувати проти загрози російської інтервенції та спроб перешкодити діяльності комісії. 1733 року він був обраний ротмістром Лідського повіту на елекцію, на елекційному сеймі того ж року проголосував за кандидатуру Станіслава Лещинського, як депутат від Великого князівства Литовського підписав його pacta conventa. У період боротьби за польський престол між прибічниками Лещинського й Августа III Юзеф Сціпіо залишався вірним першому, хоча й не брав активної участі в діяльності щодо його захисту.
У травні 1736 року Юзеф Сципіон прибув до Варшави й на спеціальній аудієнції визнав Августа III королем. На самому сеймі його обрали до складу комісії, яка мала прийняти клейноди Речі Посполитої, заховані в період двокоролів'я.
29 серпня 1739 року король призначив його маршалком надвірним литовським.
4 серпня 1742 року в Дрездені Сціпіо дель Кампо був відзначений Орденом Білого орла.
Помер перед 9 червня 1743 року, ймовірно, в Щучині.

## Сім'я
Юзеф Сципіон був двічі одружений. Уперше взяв шлюб 1728 року з Вереною (Веронікою) з Фірлеїв (пом. 1739), донькою каменського каштеляна Анджея Фірлея. Подружжя мало 5 дітей (3-х доньок і двох синів), з яких до повноліття дожили лише троє:
- Анна[pl] (пом. 1795) — дружина старости малоґоського Константія Феліціяна Шанявського (пом. 1787);
- Маґдалена (пом. перед 1761) — перша дружина каштеляна вішлицького Роха Міхала Яблоновського (пом. 1780);
- Іґнацій Павел (пом. 1791) — підстолій великий литовський, староста лідський[14].

Вдруге Юзеф Сципіон одружився 14 травня 1740 року з Терезою Барбарою з Радзивілів, донькою воєводи новогрудського Міколая Фаустина Радзивіла. Подружжя мало єдиного сина — Ксаверія Міколая, який помер у дитинстві.
Тереза Барбара після смерті Юзефа Сципіона вдруге вийшла заміж за Антонія Міхала Паца.

## Маєтності та фундації
Юзеф Сціпіо дель Кампо успадкував від батька численні маєтки в Лідському повіті Віленського воєводства. Зокрема, 1718 року з дозволу короля Августа II батько передав Юзефу село Горні, 1735 року — Кульбаки, 1736 року — Борцяни та Пурсті. Також, сину перейшли Щучин, Болотне (пізніше навзане на честь його першої дружини Верени — Веренів, тепер Вороново), Полубніки, Сукурче; він володів Конюхами у Вовковиському повіті.
Значні маєтки принесла Сципіону перша дружина Верена з Фірлеїв, яка 1730 року успадкувала їх як остання представниця роду. Серед них Домбровиця, Фірлей, Косьмін у Люблінському воєводстві, юридика в Любліні, що охоплювала частину Солом'яного ринку, замок Каменець, Одриконь і Корчина в Руському воєводстві.
Як посаг за другою дружиною, Терезою Барбарою з Радзивілів, Сципіон отримав 60 000 злотих, запис на частину Бердичева та дозвіл на викуп Глуського ключа в Новогрудському повіті.
Юзеф Сціпіо покращив батьківський запис для домініканського костелу та монастиря в Конюхах. 1735 року, разом із батьками та першою дружиною, заснував у Болотному (Веренові) костел і колегіум піярів. У Щучині родина Сципіонів заснувала піярський колегіум і аптеку. 1742 року Юзеф разом із матір'ю та другою дружиною заснував там шпиталь і конвент сестер милосердя. Викладачем щучинського колегіуму та вихователем сина Юзефа, Іґнація Павла, був видатний історик-джерелознавець, католицький священник, піяр, реформатор освіти Мацей Догель. Він також був сповідником, а в останні роки життя надвірного маршалка — також його секретарем і представником із майнових питань.